# Inês de Brandemburgo (1584–1629)
Inês de Brandemburgo (em alemão:  Agnes; Berlim, 17 de julho de 1584 — Neuhaus an der Elbe, 26 de março de 1629)  foi uma princesa de Brandemburgo por nascimento. Foi duquesa da Pomerânia pelo seu primeiro casamento com Filipe Júlio da Pomerânia, e posteriormente, duquesa de Saxe-Lauemburgo pelo seu segundo casamento com Francisco Carlos de Saxe-Lauemburgo.

## Família
Inês foi a segunda filha e quarta criança nascida de João Jorge, Eleitor de Brandemburgo e de sua terceira e última esposa, a princesa Isabel de Anhalt-Zerbst. Os seus avós paternos eram Joaquim II Heitor, Príncipe-Eleitor de Brandemburgo e Madalena da Saxónia. Os seus avós maternos eram Joaquim Ernesto, Príncipe de Anhalt e Inês de Barby-Mühlingen.
Ela teve dez irmãos, entre eles: Cristiano, Marquês de Brandemburgo-Bayreuth, marido de Maria da Prússia; Madalena Sofia, esposa do conde Luís V de Hesse-Darmstadt; Joaquim Ernesto de Brandemburgo-Ansbach, marido de Sofia de Solms-Laubach; Frederico IX, Marquês de Brandemburgo, etc.

## Biografia

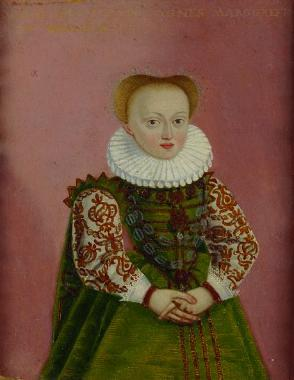
Inês com cerca de 9 anos de idade, em 1593.

Aos dezenove anos, no dia 25 de junho de 1604, a jovem Inês casou-se com o duque Filipe Júlio, também de dezenove anos, na cidade de Berlim. O duque era filho de Ernesto Luís da Pomerânia e de Sofia Edviges de Brunsvique-Volfembutel.
O casal morava no Castelo de Wolgast, atualmente no estado de Mecklemburgo-Pomerânia Ocidental. Eles não tiveram filhos.
Em 1615, ela esteve envolvida, a pedido do marido, no financiamento de uma casa da moeda, em Franzburg. Um folwark, um tipo de latifúndio, na ilha de Rúgia, recebeu o nome de Agnisenhof em homenagem a duquesa Inês.
Filipe Júlio faleceu no dia 6 de fevereiro de 1625, e a viúva passou a residir no distrito de Barth, parte de seu vidualitium.
Alguns anos mais tarde, aos quarenta e quatro anos, Inês casou-se com o duque Francisco Carlos, de trinta e quatro, no dia 9 de setembro de 1628, no Castelo de Barth. Ele era filho de Francisco II de Saxe-Lauemburgo e de Maria de Brunsvique-Luneburgo.
Devido a seu casamento, ela perdeu os direitos sob Barth. Porém, Francisco Carlos conseguiu persuadir o generalíssimo Albrecht von Wallenstein a obrigar o duque Bogeslau XIV da Pomerânia, sucessor de seu primeiro marido, a permitir que ela mantivesse o distrito até sua morte.
Sua última união também não resultou em descendência. A duquesa faleceu aos 44 anos de idade, na data de 26 de março de 1629.